# Pidonia pallida
Pidonia pallida là một loài bọ cánh cứng trong họ Cerambycidae.